# Неокладні доходи
Неохолодні доходи - один з різновидів доходу в Московії. Неокладними доходами називали ті, які не можна було включити у певний розмір, наперед відомий скарбниці. Це були різні мита з судових та наказових справ та частиною митні збори; більшість митних зборів віддавали на відкуп за певну суму, і тоді ці відкупні доходи вважалися окладними.
Між неокладними зборами у Московській державі XVI століття та половині XVII століття існують значні відмінності. У XVI столітті купцям потрібно сплачувати за мит, тобто за право торгівлі; за заяву товару в митниці стягувалася явка, за найм крамниці для товару – гостине, коморне та прилавкове; за складку товару стягували звальне, при зважуванні - вагове; за право купівлі-продажу стягувалась тамга і т.д.
У 1654 всі ці дрібні різноманітні збори скасовані та замінені рубльовим митом, яке стягувалося, як відомий відсоток з рубля: з продавця – 5%, з покупця – 2,5%.